# リボヌクレアーゼZ
リボヌクレアーゼZ(Ribonuclease Z、EC 3.1.26.11)は、以下の化学反応を触媒する酵素である。
リボ核酸をエンド型で切断する。転移RNA前駆体の3'末端についた余計なヌクレオチドを除去し、3'末端を生成する。3'-ヒドロキシ基は転移RNAの末端に残り、5'-ホスホリル基は後ろの分子に残る。
この酵素は、補因子を必要としない。